# Callioratis boisduvalii
Callioratis boisduvalii là một loài bướm đêm trong họ Geometridae.